# Petr Bauman
Petr Bauman (* 3. ledna 1961 Frýdek-Místek) je bývalý český fotbalový útočník.

## Fotbalová kariéra
Ligu hrál za Baník Ostrava, RH Cheb a znovu za Baník Ostrava. Dále hrál za Zbrojovku Brno a TŽ Třinec. V lize odehrál 109 utkání a dal 7 gólů. Za dorosteneckou reprezentaci nastoupil v 9 utkáních a dal 1 gól. V lize debutoval ve věku 16 let a 8 měsíce a byl tehdy nejmladším ligovým hráčem v poválečné historii.